# Хальвильское озеро
Хальвильское (Хальвилэр-Зе, Хальвил-Зе;нем. Hallwilersee, англ. Hallwill или Halwyl, фр. Lac de Hallwil) — горное озеро ледникового происхождения в Швейцарии, расположенное на территории кантонов Аргау и Люцерн.
Своё название озеро получило по названию поселения Хальвиль, расположенного на берегу.
Объём воды — 0,28 км³. Площадь водосборного бассейна — 128 км². Высота над уровнем моря — 449 м.
19 августа 1938 года на Хальвильском озере английский гонщик Малькольм Кэмпбелл на быстроходном катере Blue Bird K3 установил новый мировой рекорд скорости на воде — 130,91 миль в час.
С 1985 года на озере зимой проводят принудительную циркуляцию воды.
В озере обитает подвид обыкновенного сига — Coregonus lavaretus wartmanni.